# التعليم في الدول الإسكندنافية
النظم التربوية في الدول الإسكندنافية

## المقدمة
تعد الدول الإسكندنافية من أهم الدول المتقدمة في مجال التربية والتعليم وتلك الدول هي السويد،الدنمارك،النرويج.
وعلى الرغم من الاختلافات البسيطة في نظم التربية والتعليم لديها فإنها تشترك بالرغبة الحقيقية في تطوير منظومة التعليم والتربية والعمل على رفع المستوى الحضاري لأفراد المجتمع.
وتشترك هذه النظم التربوية بـ:
1. مجانية التعليم خاصة في مراحل التعليم الأولى أو ما يسمى بالتعليم الإلزامي الذي يمتد من المرحلة الابتدائية متضمنا المرحلة الثانوية الأساسية بشقيها الأعلى والأسفل بالإضافة إلى القروض والمنح في المرحلة الجامعية واشتراكها بالتشديد على أهمية دور المؤسسات والحضانات التربوية قبل المدرسة.
2. تتسم تلك النظم التربوية بالتركيز على الدور المهني مما بعد المدرسة وعلى دور المعلم في إحداث التغيير المطلوب.

1. التعليم في السويد
2. التعليم في الدانمارك
3. التعليم في النرويج